# Ecnomiohyla miliaria
Ecnomiohyla miliaria é uma espécie de anfíbio da família Hylidae.
Pode ser encontrada nos seguintes países: Costa Rica, Nicarágua e Panamá.
Os seus habitats naturais são: florestas subtropicais ou tropicais húmidas de baixa altitude e regiões subtropicais ou tropicais húmidas de alta altitude.
Está ameaçada por perda de habitat.